# Licuala corneri
Licuala corneri är en enhjärtbladig växtart som beskrevs av Caetano Xavier Furtado. Licuala corneri ingår i släktet Licuala och familjen Arecaceae. Inga underarter finns listade i Catalogue of Life.